# Alex Kuprecht
Alex Kuprecht (Richterswil, 22 december 1957) is een Zwitsers politicus voor de Zwitserse Volkspartij (SVP/UDC) uit het kanton Schwyz. In de periode 2020-2021 was hij voorzitter van de Kantonsraad.

## Biografie

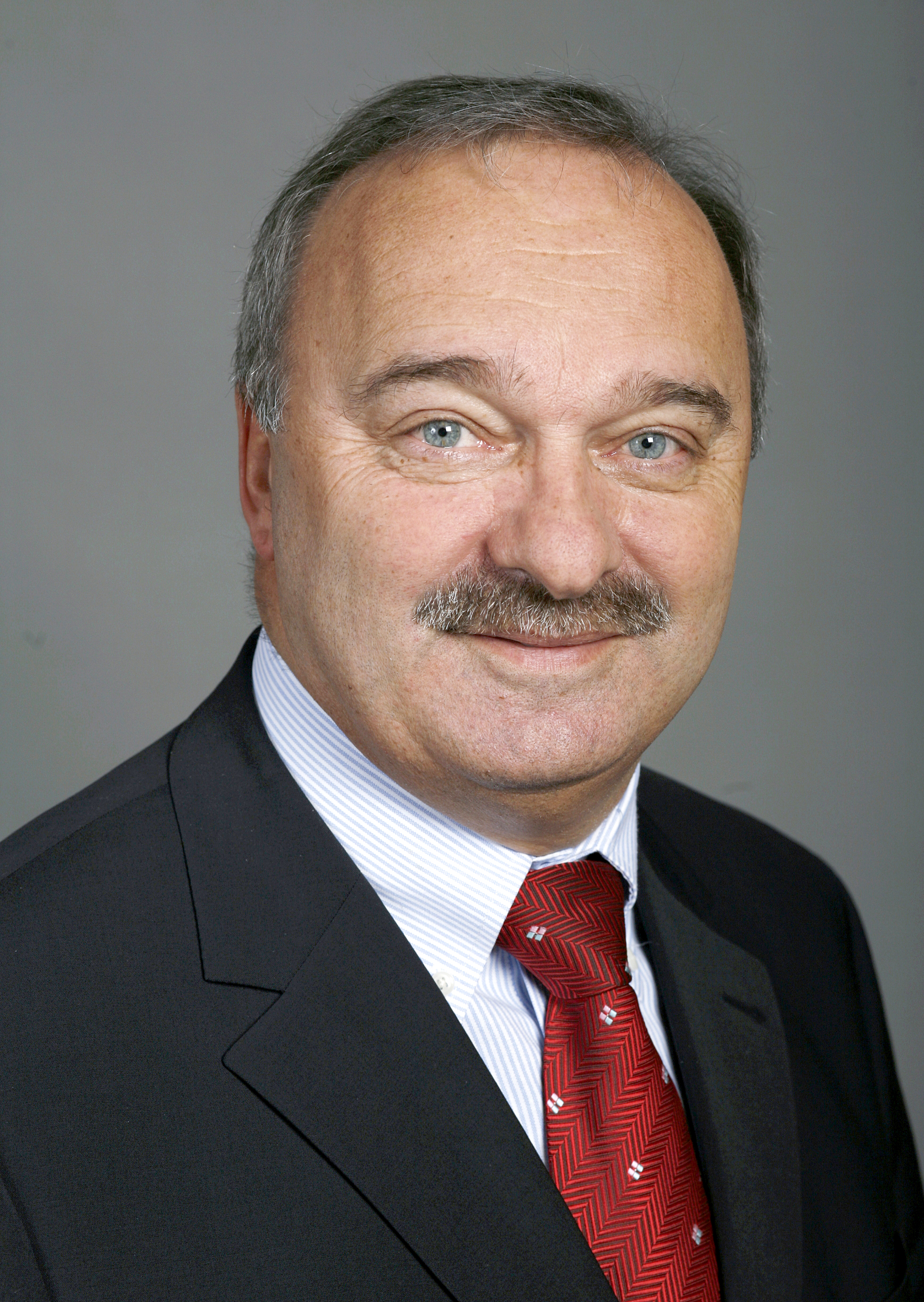
Alex Kuprecht in 2007.

In oktober 1990 werd Alex Kuprecht verkozen tot lid van de Kantonsraad van Schwyz, waar hij in 2003 ontslag nam na zijn verkiezing in de federale Kantonsraad. Van 1997 tot 2001 was hij in de Kantonsraad van Schwyz (het kantonnaal parlement) fractieleider voor zijn partij SVP/UDC en van juni 2002 tot juni 2003 was hij voorzitter van dit kantonnaal parlement.
Bij de parlementsverkiezingen van 2003 werd hij verkozen tot lid van de federale Kantonsraad. In 2007, in 2011, in 2015 en in 2019 werd hij herverkozen in die functie. Op 30 november 2020 werd hij verkozen tot voorzitter van de Kantonsraad voor de periode 2020-2021, als opvolger van Hans Stöckli. Hij bleef voorzitter tot 29 november 2021, toen Thomas Hefti hem opvolgde. In 2023 kwam hij niet meer op bij de parlementsverkiezingen.
Alex Kuprecht is afkomstig uit Oeschgen, gelegen in het kanton Aargau. In het Zwitserse leger heeft hij de graad van korporaal.